# Jerome Hines
Jerome Hines (Hollywood, 8 novembre 1921 - New York, 4 février 2003) était une basse américaine, longtemps pensionnaire du Metropolitan Opera de New York. 

## Biographie
Hines étudie d'abord à Los Angeles avec Gennaro Curci, à partir de 1938, puis avec Rocco Pandiscio et à New York avec Samuel Margolis. Il débute à San Francisco en 1941, dans le rôle de Monterone dans Rigoletto.
Après avoir travaillé comme chimiste durant la guerre, il reprend sa carrière et gagne le concours de chant « Caruso », qui lui ouvre les portes du Metropolitan Opera, où il débute le 21 novembre 1946. Il y chantera plus de quarante ans, s'illustrant dans les grands rôles de basse tels, Sparafucile, Padre Guardiano, Philippe II, Grand Inquisiteur, Ramfis, Mephistofele, Alvise, Colline, Wotan, Gurnemanz, Sarastro, Boris, etc.
À l'étranger, il paraît à Édimbourg, Munich, Bayreuth, et Moscou.
Jérôme Hines a épousé la soprano italienne [[Lucia Evangelista]] en 1953 et le couple a eu quatre fils. 
Il a composé un opéra sur la vie du Christ intitulé I Am the Way, donné au Met en 1968, et publié son autobiographie That is my Story, This is my Song, en 1969. Il publie également deux livres concernant les différentes techniques vocales, Great Singers on Great Singing en 1982, et The Four Voices of Man, in 1997. 
Hines paraît pour la dernière fois sur scène à Boston en 2001, dans le rôle du Grand Inquisiteur.